# Malpighia oviedensis
Malpighia oviedensis är en tvåhjärtbladig växtart som beskrevs av F. K. Meyer. Malpighia oviedensis ingår i släktet Malpighia och familjen Malpighiaceae. Inga underarter finns listade i Catalogue of Life.